# Lydia Bennet
Lydia Bennet is een romanpersonage uit Jane Austens klassieke roman Pride and Prejudice.

## Rol in het boek
Lydia is aan het begin van de roman vijftien jaar oud en is de jongste zuster van de protagoniste uit het verhaal, Elizabeth Bennet. Ze is het lievelingetje van haar moeder en erg verwend. In het verhaal wordt Lydia direct neergezet als een zeer oppervlakkig persoon die zich slechts bekommert om uiterlijk, populariteit, status en geld. Ze is een onverbeterlijke flirt.
Aan het begin van het boek speelt Lydia geen erg belangrijke rol, wel wordt haar karakter al direct duidelijk. Elizabeth en haar vader ergeren zich regelmatig aan Lydia, en wanneer Lydia door de vrouw van kolonel Forster, die het in Meryton gelegerde regiment leidt, wordt uitgenodigd om met de Forsters en het regiment naar Brighton te gaan waarschuwt Elizabeth haar vader voor de gevolgen. Elizabeth is ervan overtuigd dat Lydia's onbesuisde gedrag van slechte invloed is op de rest van de familie, en op de huwelijkskansen van Lydia's zusters in het bijzonder. Vader Bennet schat de situatie echter minder zorgelijk in en staat toe dat Lydia met de Forsters meegaat.
Wanneer echter vanuit Brighton het bericht komt dat Lydia er met een van de officiers, de onbetrouwbare George Wickham, vandoor is gegaan, moet vader Bennet zijn ongelijk erkennen. Lydia denkt dat Wickham met haar wil trouwen, maar dat ligt niet in Wickhams planning. Om te voorkomen dat de hele familie in ongenade valt moet er echter wel worden gezorgd dat Wickham met Lydia trouwt, maar dat zal hij slechts doen wanneer er geld op tafel komt - en dat hebben de Bennets niet. Fitzwilliam Darcy, een vijand van Wickham maar erg verliefd op Elizabeth Bennet, springt in de bres met zijn enorme kapitaal, maar laat de familie Bennet geloven dat de broer van mevrouw Bennet, meneer Gardiner, het geld op tafel heeft gelegd. Darcy deed het uit liefde voor Elizabeth maar wilde niet dat zijn naam aan die van Wickham zou worden gekoppeld.
Nadat Wickham en Lydia inderdaad zijn getrouwd verhuist het stel naar Newcastle waar Wickham, die uit het leger van Forster is gezet, een nieuwe aanstelling heeft gekregen. Elizabeth en Jane, de oudste zuster van het gezin Bennet, trouwen kort nadien en Lydia weet vervolgens regelmatig beide zusters zover te krijgen dat zij haar financieel bijstaan. Lydia gaat regelmatig bij Jane en haar man Charles Bingley op bezoek, bij de Darcy's echter zijn ze niet welkom.

## Film- en televisievertolkingen
- Ann Rutherford in de klassieke verfilming uit 1940
- Natalie Ogle in de BBC-televisiebewerking uit 1980
- Julia Sawalha in de BBC-televisiebewerking uit 1995
- Jena Malone in de bioscoopfilm uit 2005
- Ellie Bamber in de parodiefilm Pride and Prejudice and Zombies uit 2016